# A Very Gaga Holiday
A Very Gaga Holiday je extended play zpěvačky Lady Gaga, které bylo vydáno 22. listopadu 2011. Album se skládá ze čtyř písní, dvou přezpívaných a dvou vlastních. Zvláštností tohoto alba je, že v polovině každé písničky Gaga přestane zpívat a začne mluvit o pozadí, jak skládala a co ji přimělo psát právě tuhle skladbu.

## Vydání
Album po vydání debutovalo na 52. místo Billboard 200 s prodejností 22 000 kopií. Vydání tohoto EP pomohlo albu Born This Way posunout se z 72. příčky na 21. a prodejností 47 000 kopií (čtyřnásobek oproti minulému týdnu). Alba se v USA prodalo na 44 000 kopií.